# Bata (Boergas)
Bata (Bulgaars: Бата) is een dorp in de Bulgaarse gemeente Pomorie, oblast Boergas. Het dorp ligt hemelsbreed 26 km ten noordoosten van de provinciehoofdstad Boergas en 340 km ten oosten van Sofia.

## Bevolking
Op 31 december 2020 werden er 1.111 inwoners in het dorp Bata geregistreerd door het Nationaal Statistisch Instituut van Bulgarije.
In het dorp wonen etnische Bulgaren, Roma en Turken. In 2011 identificeerden 358 van de 642 ondervraagden zichzelf als etnische Bulgaren - 55,8%, terwijl 203 ondervraagden - 31,6% - zichzelf etnische Roma noemden. Daarnaast identificeerden 77 personen - 12% - zichzelf als etnische Turken. 
| Etnische samenstelling van de respondenten (2011) | Etnische samenstelling van de respondenten (2011) | Etnische samenstelling van de respondenten (2011) | Etnische samenstelling van de respondenten (2011) | Etnische samenstelling van de respondenten (2011) |
| ------------------------------------------------- | ------------------------------------------------- | ------------------------------------------------- | ------------------------------------------------- | ------------------------------------------------- |
|                                                   |                                                   |                                                   |                                                   |                                                   |
| Bulgaren                                          | Bulgaren                                          |                                                   | 55,8%                                             | 55,8%                                             |
| Turken                                            | Turken                                            |                                                   | 12,0%                                             | 12,0%                                             |
| Roma                                              | Roma                                              |                                                   | 31,6%                                             | 31,6%                                             |
| Anders/Onbekend                                   | Anders/Onbekend                                   |                                                   | 0,6%                                              | 0,6%                                              |